# FreeCell
FreeCell este un joc de cărți pe calculator, din gama Solitaire. Deși jocul și variante ale lui au o istorie destul de veche, popularitatea a dobândit-o în urma implementării în sistemul de operare Windows.

## Descriere
FreeCell se joacă cu un întreg pachet de cărți de joc. Jocul începe având patru sloturi libere, patru fundații și opt coloane de cărți de joc. Scopul jocului este mutarea tuturor cărților, în ordine, pe cele patru fundații, câte una pentru fiecare culoare.

## Internet FreeCell project
Deși teoretic sunt posibile aproximativ 2x1063 variante de distribuție inițială a cărților, Windows XP are (numai) 1 milion de variante prearanjate ale jocului, fiecare având un număr. Variantele de Windows mai vechi aveau 32000 de distribuții. În fișierul "help" al jocului, Microsoft declară că "Se crede (deși nu e dovedit) că toate jocurile pot fi terminate". Pentru a clarifica acest lucru, în anii '90, Dave Ring a inițiat "Internet FreeCell project", ajutat de rezolvitori voluntari, fiecare dintre ei având sarcina de a rezolva 100 de jocuri. Singura distribuție care nu a putut fi rezolvată (inclusiv folosind programe de calculator create special) este cea cu numărul 11982. Pentru varianta extinsă de un milion de jocuri posibile, singurele nerezolvabile sunt 11982, 146692, 186216, 455889, 495505, 512118, 517776 și 781948. Jocul conține și distribuțiile cu numerele -1 și -2, nerezolvabile.